# Federação Mineira de Futebol
De Federação Mineira de Futebol (Nederlands: Voetbalfederatie van Minas Gerais) werd opgericht op 5 maart 1915 en controleert alle officiële voetbalcompetities in de staat Minas Gerais.  De federatie vertegenwoordigt de voetbalclubs bij de overkoepelende CBF en organiseert de Campeonato Mineiro. De federatie werd opgericht als Liga Mineira de Desportos Terrestres en nam in 1939 de huidige naam aan. 

Acre · Alagoas · Amapá · Amazonas · Bahia · Ceará · Espírito Santo · Federaal District · Goiás · Maranhão · Mato Grosso · Mato Grosso do Sul · Minas Gerais · Pará · Paraíba · Paraná · Pernambuco · Piauí · Rio de Janeiro · Rio Grande do Norte · Rio Grande do Sul · Rondônia · Roraima · Santa Catarina · São Paulo · Sergipe · Tocantins